# Vilaflor (capital municipal)
Vilaflor es una entidad de población del municipio de Vilaflor de Chasna, en la isla de Tenerife –Canarias, España—, siendo su capital administrativa.

## Características
Alcanza una altitud media de 1698 m s. n. m.
Como cabecera municipal, el casco de Vilaflor posee la mayoría de las principales infraestructuras del municipio, así, cuenta con una gasolinera, con los centros culturales de Vilaflor y el Centro de Cultura y Recreo 25 de Abril, una farmacia, una entidad bancaria, varios establecimientos hoteleros, un consultorio médico, una Oficina de Extensión Agraria y Desarrollo Rural, con la Ludoteca Municipal El Tajinaste Bailón, el Centro de Enseñanza Infantil y Primaria Hermano Pedro, un Mercado del agricultor, varias plazas públicas, un parque infantil, las iglesias de San Pedro Apóstol y del Santo Hermano Pedro, las ermitas de El Calvario y San Roque, la comisaría de la policía local, el campo municipal de fútbol El Salguero, con canchas para el fútbol siete, un área recreativa y un aula de interpretación del parque nacional del Teide, varios miradores, así como con bares, restaurantes y otros pequeños comercios.

## Historia
El pueblo de Vilaflor es fundado por el poblador catalán Pedro Soler y su esposa Juana de Padilla en 1525. El pueblo se convierte poco a poco en el centro civil y eclesiástico de la extensa comarca de Chasna o Abona, que abarcaba una amplia región del sur de Tenerife.

## Demografía
| Año        | 2000  | 2001  | 2002  | 2003  | 2004  | 2005  | 2006  | 2007  | 2008  | 2009  | 2010  | 2011  | 2012  | 2013  | 2014  |
| ---------- | ----- | ----- | ----- | ----- | ----- | ----- | ----- | ----- | ----- | ----- | ----- | ----- | ----- | ----- | ----- |
| Habitantes | 1.002 | 1.043 | 1.044 | 1.058 | 1.133 | 1.157 | 1.138 | 1.136 | 1.108 | 1.097 | 1.069 | 1.069 | 1.055 | 1.043 | 1.004 |

## Cultura

### Fiestas
La localidad de Vilaflor celebra diferentes festividades a lo largo del año, siendo las más populares las patronales en honor a San Roque y San Agustín en el mes de agosto, durante las que se desarrollan actos religiosos y populares entre los que destacan la Feria de Artesanía y la Gran Romería; las fiestas celebradas en honor al Santo Hermano Pedro el 24 de abril; la Semana Santa; y el Corpus Christi en junio, con la realización de las tradicionales alfombras.

## Comunicaciones
Se accede principalmente por la Carretera General de Vilaflor TF-21, que es una de las vías de acceso al parque nacional del Teide, y por la carretera general de La Camella-Vilaflor TF-51.

### Transporte público
En autobús —guagua— queda conectado mediante las siguientes líneas de TITSA:
| Línea | Trayecto                                          | Recorrido                                                          |
| ----- | ------------------------------------------------- | ------------------------------------------------------------------ |
| 342   | Costa Adeje - Las Cañadas del Teide - El Portillo | Horario/Línea                                                      |
| 474   | Granadilla de Abona - La Escalona                 | Horario/Línea Archivado el 1 de agosto de 2016 en Wayback Machine. |
| 482   | Los Cristianos - Vilaflor (por Arona)             | Horario/Línea                                                      |

## Lugares de interés
- Iglesia de San Pedro Apóstol
- Santuario del Santo Hermano Pedro
- Molino de Vilaflor
- Miradores de San Roque, Pino Gordo y de La Montañeta
- Área Recreativa de San Roque
- Aula de Interpretación Conociendo el parque nacional del Teide
- Hotel Villalba****
- Hotel El Tejar**
- Hotel El Sombrerito
- Hotel rural Los Girasoles
- Casa rural El Zaguán